# Capital (economía)
En economía, se entiende por capital un componente material de la producción, básicamente constituido por maquinaria, utillaje o instalaciones, que, en combinación con otros factores, como el trabajo, materias primas y los bienes intermedios, permite crear bienes de consumo. Según Michael Parkin, el capital son las herramientas, los instrumentos, la maquinaria, los edificios y demás construcciones que se utilizan para producir bienes y servicios, pero una parte de la teoría económica sostiene que el capital también puede ser humano, cuando las personas agregan a su trabajo, educación y experiencia.
En sentido contable, se concreta en los bienes y derechos (elementos patrimoniales del activo) menos las deudas y obligaciones (pasivo), de todo lo cual es titular el capitalista. Así se dice que se capitaliza o se amplía capital cuando aumenta su activo o disminuye su pasivo o se incorporan nuevas aportaciones de socios o se reduce el endeudamiento con terceros. Cuando el pasivo es superior al activo se resuelve que la unidad económica está en situación de capital negativo (negative equity, en inglés).
El capital debe distinguirse analíticamente de la empresa en sí y de la gerencia, aunque en muchos casos los papeles sociales de capitalista o empresario y gerente se puedan dar simultáneamente en una misma persona, como suele suceder en las unidades productivas más pequeñas.
Igualmente debe diferenciarse el interés que obtiene el prestamista,  de la ganancia que obtiene el empresario o el inversor por una exitosa actividad productiva o especulativa en el mercado, de la renta que percibe el propietario de la tierra, así como del salario y el honorario que se recibe por el trabajo y el capital humano.

## Definición clásica
En la economía política, el capital es el conjunto de recursos, bienes y valores disponibles para satisfacer una necesidad o llevar a cabo una actividad definida y generar un beneficio económico o ganancia particular, está estrechamente relacionado con el comportamiento de las personas que intervienen en este aspecto. A menudo se considera como a la fuerza de trabajo parte del capital. También el crédito, dado que implica un beneficio económico en la forma de interés, es considerado una forma de capital (capital financiero).
Los bienes de capital (Capital Goods en inglés), en contraste con los bienes de consumo, son utilizados en la producción de capital físico. Se refieren a bienes de capital real de los productos que se utilizan en la producción de otros productos, pero no se incorporan a los demás productos. En los bienes de capital se incluyen fábricas, maquinaria, herramientas, y diversos edificios. Son diferentes de las materias primas que se utilizan en la producción de bienes. Muchos productos pueden ser clasificados como bienes de capital o bienes de consumo de acuerdo con el uso, por ejemplo los automóviles y ordenadores personales, y la mayoría de estos bienes de capital son también bienes duraderos (Consumer Durables).
Los bienes de capital son también diferentes del capital financiero. Los bienes de capital son objetos reales de la propiedad de entidades (personas, gobiernos y otras organizaciones), a fin de obtener un rendimiento positivo de algún tipo de producción.
La actividad que se realiza puede ser la producción, el consumo, la inversión, la constitución de una empresa, etc. Cuando este capital se destina a la producción, se convierte en uno de los factores de producción. El capital se puede acumular con el tiempo, y sus retornos (renta) pueden ser utilizados o reutilizados para aumentar el capital original.

### El valor y la conceptualización del capital
La conceptualización del capital está ligada a la conceptualización del trabajo ya que ambas codependen con la teoría adoptada sobre el valor económico de los bienes y, por tanto, con los medios para crearlos.
En los economistas llamados clásicos (Smith y Ricardo) se encontraba una posición ambivalente sobre el determinante del valor de cambio de un bien, oscilando a lo largo de sus obras entre dos opciones: la cantidad de trabajo y los costos de producción (que son valores de cambio a su vez que quedarían sin explicar: el interés del capital, el salario del trabajo y la renta de la tierra). Los problemas de la primera opción los llevarían a adoptar la segunda como “solución”: la teoría del costo sería sistematizada por John Stuart Mill en conjunto con el resto de las cuestiones tratadas por los clásicos es un esquema integral de economía política, mientras que Karl Marx insistiría en la teoría del valor trabajo pero esta vez como base para una crítica al concepto mismo de economía política.
La revolución marginalista en todas sus variantes (Jevons, Walras y Menger) reemplazó el aparato conceptual de los clásicos sobre el valor, y con este su propio concepto económico de trabajo y capital, refiriéndolo ahora a la utilidad marginal, moviendo así la determinación de la producción y la distribución a la circulación, o sea, al consumo. A diferencia de los clásicos que, o bien deducían el valor del capital físico del trabajo invertido en él, o bien del capital en sí mismo, los marginalistas lo encontraban en la utilidad misma del préstamo del capital.
Los sistematizadores de las diferentes corrientes marginalistas (Marshall, Pareto y Böhm-Bawerk) se dividieron en dos posiciones encontradas. La escuela neoclásica representada por Marshall, haciendo una síntesis entre Mill y el marginalismo de Jevons, concebiría al valor como resultado de la interacción entre una demanda basada en la utilidad del consumidor en términos marginales, y una oferta basada en los costos de producción pero esta vez no medidos circularmente desde sus precios sino desde la desutilidad marginal de los factores de producción (el salario por el sacrificio en esfuerzo y el interés por el sacrificio en espera o ahorro), volviendo así a la concepción clásica del capital pero sobre más sólidos fundamentos marginalistas. La escuela austríaca representada por Böhm-Bawerk, continuador (aunque con ciertas variaciones) del marginalismo puro y subjetivista de Menger, analizaría en profundidad la cuestión del capital, y llegaría a una definición que, aunque conciliable con los clásicos, parte de premisas distintas y más relacionables con el primer pensamiento de Adam Smith anterior a su magnus opus, con la obra de Richard Cantillon y con la misma línea continuada por Jean-Baptiste Say más afín a la posición austríaca (Böhm-Bawerk, 1884), en la cual todos los parámetros que definen los precios de los factores de producción remiten en última instancia a la demanda del consumidor que es el marco de referencia de las valoraciones en las preferencias temporales de trabajadores asalariados y prestadores de capital.
La posición de Böhm-Bawerk según la cual el tipo de interés depende de la preferencia temporal ha sido criticada por Knut Wicksell que defendió el paradigma neoclásico respecto a que este depende de la productividad del capital. Paradójicamente, la interpretación austríaca del capital terminaría siendo, a través de las obras de John Hicks sobre el particular, la más adoptada por el resto de la academia de orientación neoclásica, aunque en una forma simplificada y con importantes diferencias respecto al origen del interés (Hicks, 1973); y viceversa, la visión austríaca del capital ha tomado mayor sofisticación gracias a parte de la crítica de Wicksell (Rallo, 2014). De la misma manera, la crítica de Böhm-Bawerk a las inconsistencias lógicas de las teorías de la explotación neorricardiana y marxiana (Böhm-Bawerk, 1884 y 1896), sería la que finalmente se convertiría en prácticamente clásica debido, entre otras razones, a que es fácilmente conciliable con casi todas las posiciones tomadas en el espectro del pensamiento económico. Por esto mismo, la defensa del marxismo contra ésta se sostendría en la objeción neorricardiana de Piero Sraffa y cuya base está en la crítica de Wicksell (Rallo, 2014).
La precisa definición de Bohm-Bawerk del capital como se utiliza en los tres tomos de Capital e interés, se presenta de la siguiente manera como solución al caos de definiciones que enfrentaba la economía política:

El capital no es otra cosa que la suma total de los productos intermedios que entran en vigor en las distintas fases del curso en rotonda de la producción de un bien.

Luego se distinguirá conceptualmente al capital en dos elementos económicos cualitativamente distintos: el “capital-medio de producción” entendido como los bienes de producción, y el “capital privado” como derechos de propiedad sobre el capital en función de una forma de adquisición (la privada e independiente) que dependa directamente e internalice como interés la utilidad del mismo (Böhm-Bawerk, 1889).

### El interés y la productividad del capital
El interés del capital, es explicado por el autor, en una forma distinta que la clásica (Böhm-Bawerk, 1884), pero sin embargo extrapolable ya que se basa en el préstamo del capital o bien en el adelanto por parte de su propietario, sea este su creador directo o indirecto (Böhm-Bawerk, 1896). Pero más allá de su propia definición, resume adecuadamente los significados posibles de la productividad del capital desde la cual podría explicarse el interés:

Así, pues, una tesis tan sencilla aparentemente como la de “el capital es productivo” encierra, según hemos visto, nada menos que cuatro acepciones claramente distintas, que resumiremos aquí para mayor claridad, agrupándolas en dos parejas disyuntivas de conceptos. Tenemos, en efecto, que:

• El capital puede producir mercancías.

• Puede producir más mercancías de las que podrían producirse sin él.

• El capital puede producir más valor del que podría producirse sin él.

• Puede producir más valor del que él mismo tiene.

[...] ¿Qué se propone y qué tiene necesariamente que proponerse el problema del interés? Sencillamente, investigar y exponer las causas que hacen fluir hacia las manos de los capitalistas uno de los brazos del gran río de bienes que brota año tras año de la producción nacional de un pueblo.  Trátase, pues, sin asomo de duda, de un problema que afecta a la distribución de los bienes. (Böhm-Bawerk, 1884, p. 135 y p. 512)

Sobre estas definiciones, separadas o combinadas, diferentes autores han intentado dar sus propias explicaciones del interés: la productividad simple (Smith, criticada por Say), la concepción compleja de la productividad (Malthus, Strasburger, etc.), las teorías del uso (Hermann, Menger), la teoría de la abstinencia (Senior, Bastiat), las teorías del trabajo, las teorías de la explotación (Sismondi, Rodbertus y Marx), y otras concepciones eclécticas (Molinari, Jevons y Mill).
Contra todas estas teorías Böhm-Bawerk presenta la propia, que luego sería pulida, criticada y corregida por sus sucesores austríacos: Friedrich von Wieser, Frank Fetter, Ludwig von Mises, Ulrich Fehl, y particularmente por Friedrich August von Hayek, quien desarrollaría una completa teoría del capital, logrando por primera vez que se tratara la cuestión más allá de su relación con la tasa de interés hasta el conocimiento interior de la estructura productiva del capital, integrándola finalmente con la teoría del ciclo económico (Ravier, 2011).
La explicación de Böhm-Bawerk del tiempo como el origen del interés del capital enlaza el marginalismo mengeriano con el resto de la Escuela Austríaca, y se trata de la visión opuesta a la teoría de la explotación marxiana:

El argumento lo desarrolla en las críticas que dirige a Say y Roscher, quienes explicaban la renta del capital por su productividad. Böhm Bawerk admite que la utilización de la máquina aumenta la productividad física, pero de aquí no se deriva, necesariamente, que el producto deje “una plusvalía después de cubrir el costo del capital invertido”. La productividad del medio de producción tendrá incidencia en la generación de valor, pero hay que dilucidar el mecanismo por el que se genera el interés del capital.

La explicación está en la teoría del interés, contenida en el libro quinto de la Teoría positiva del capital. Según Böhm Bawerk, el interés se origina por tres razones combinadas. La primera, es que existe una preferencia por los bienes presentes por sobre los bienes futuros. [...] La segunda razón es que la gente tiende a subestimar el futuro [...]. La tercera razón, en cambio, se vincula a la producción, y a la tesis de que los bienes presentes tienen una superioridad técnica por sobre los bienes futuros, aunque también encuentra su fundamento último en la teoría subjetiva.
Esa superioridad de los bienes presentes sobre los futuros se explica porque, según Böhm Bawerk, los trabajos aplicados a procesos productivos que requieren tiempo, esto es, que emplean métodos indirectos, son en general más productivos que los trabajos aplicados a la producción inmediata. [...]
Más en general, Böhm Bawerk afirma que el producto total aumenta invirtiendo siempre, de manera adecuada, en métodos de producción que consumen más tiempo. Por eso define al capital [...] como un conjunto de bienes procedentes de una producción anterior, que no están destinados al consumo directo, sino a ser medios para la adquisición de nuevos bienes. Pero este “agente de producción” es el resultado del trabajo y la naturaleza, los dos factores productivos independientes, o los dos únicos “factores técnicos” en la producción.
Böhm Bawerk asocia entonces los incrementos de productividad con los métodos más indirectos (o más capital intensivos). Los rodeos productivos aumentan el rendimiento, aunque a tasas decrecientes, porque habilitan a incorporar fuerzas de la naturaleza al proceso productivo. 
[...¿C]ómo surge la plusvalía? Surge en esencia del intercambio de los medios de producción contra bienes de consumo finales y presentes. En la medida en que el trabajo y el uso de la tierra son los medios de producción originales, la formación de sus precios decide la existencia del beneficio sobre el capital. [...L]os trabajadores están ante la alternativa de vender su trabajo, o de emplearlo por su cuenta en procesos tan cortos e improductivos como se los permiten sus escasos medios de producción. Los capitalistas, a su vez, quieren comprar la cantidad de trabajo que vale tanto como el producto que saldrá, en el futuro, del proceso de producción. El beneficio surge entonces de la diferencia entre ese bien futuro y lo que pagan en el presente por el trabajo, que contiene un descuento.
[...E]n su esquema la productividad depende del grado en que la producción es indirecta, y para determinar el grado en que la producción es indirecta es preciso asignar un valor al capital, que depende de la longitud del proceso productivo. (Astarita, 2013)

### La propiedad y la estructuración del capital
La comprensión hayekiana del capital, aunque técnica y dirigida a entender primero la estructura de la producción desde cada capital particular (Hayek, 1931), entronca por el origen de su análisis (ver orden espontáneo) con la del economista peruano Hernando de Soto, para el cual la cuestión de la necesidad de la dispersión de la información subjetiva se transforma en la productividad misma de la evolución en que las delimitaciones objetivas de la asignación de la información se concretizan a través de la propiedad en el mercado, explicando así al capital en un sentido social global, reeditando la interpretación marxiana. Aunque partiendo de sistemas distintos al de austríacos y neoclásicos, el autor reelaboraría como productiva la función de la propiedad en relación con el capital, que Marx solo veía como útil y hasta "productiva" por ser necesaria para forzar al trabajo a modificarse a sí mismo a través de y para la creación compulsiva de plusvalía, al menos hasta encontrar un límite en el capital mismo (Marx, 1857, pp. 266-267). La revisión crítica del concepto marxiano de valor (como trabajo incorporado), implica entender la propiedad como una institución creadora en sí misma de plusvalor, explicando así por qué es vital su existencia para el capital:

Por ello es crucial reconocer los paradigmas marxistas latentes y luego añadirles lo que hemos aprendido en el siglo transcurrido desde que murió Marx. Hoy podemos demostrar que si bien Marx vio claro que es posible generar una vida económica paralela a los activos físicos mismos –y que "las producciones del cerebro humano aparecían como seres independientes dotados de vida"–, no llegó a captar del todo que la propiedad formal no es un simple instrumento de apropiación sino también un medio para alentar la creación del genuino valor adicional utilizable. Tampoco advirtió que los mecanismos contenidos en el sistema de propiedad mismo son los que dan a los activos y al trabajo invertido en ellos la forma requerida para la creación de capital. [...] Marx comprendió, mejor que nadie en su tiempo, que en economía no hay mayor ceguera que la de considerar a los recursos exclusivamente en términos de sus propiedades físicas. Él era muy consciente de que el capital era "una sustancia independiente... en la que el dinero y las mercancías son meras formas que asume y de las que se desprende en su momento". Pero vivió en una época en que acaso aún era demasiado pronto para ver cómo la propiedad formal podía, mediante la representación, hacer que esos mismos recursos desempeñaran funciones adicionales y produjeran valor excedente (plusvalía). En consecuencia, Marx no advirtió que pudiera estar en el interés de todos ampliar el espectro de los beneficiarios de la propiedad. [...] Marx no comprendió del todo que la propiedad legal es el proceso indispensable que fija y despliega capital; que sin propiedad formal la humanidad no puede convertir el fruto de su trabajo en formas fungibles, líquidas, que pueden ser diferenciadas, infinitamente combinadas, divididas e invertidas para producir valor excedente. (De Soto, 2000, p. 216)

La comprensión del fenómeno investigado por De Soto, implica que el dinero como capital expresa en términos monetarios mucho más que una cuantía de trabajo abstracto o la eficiencia de un negocio determinado, sino que el precio es una destilación cuantitativa del nivel de corrección en la distribución cualitativa de toda la producción concreta (Hayek, 1941) en un mercado (división social del trabajo), cuya medida solo se preserva como información real del valor de un bien determinado en tanto exprese una asignación de recursos que haya sido establecida mediante relaciones basadas en esa misma forma de adquisición (ver debate sobre el cálculo económico en el socialismo). En consecuencia, el “misterio” tras el capital debe buscarse más allá del tiempo de trabajo, de las ingenierías de producción, de la gestión técnica o de la capacidad empresarial, sino en la propiedad que hace a estos factores posibles (De Soto, 2000, pp. 88-91), y cuyos efectos inmediatos son que los bienes materiales se transformen en activos con un potencial económico, y que, como corolario necesario, esa información dispersa se integre en un solo sistema luego de ser generada (De Soto, 2000, pp. 77-79).
Más allá del camino abierto por De Soto para la comprensión del capital, la problemática del mismo y su importancia se refleja, para casi todos los historiadores del pensamiento económico, en la cantidad de estudios, apologéticos o críticos, clásicos o marxistas, que se han hecho sobre el mismo sin llegar hasta el momento a una resolución definitiva, al punto que ni siquiera los representantes de estas diferentes corrientes interpretativas llegan internamente a un acuerdo sobre el tópico.

### Tipos de capital en el sistema clásico
- Capital líquido: es el residuo del activo, detraído el pasivo de una persona natural o jurídica.
- Capital nacional: es la parte del patrimonio nacional constituida por bienes producidos por el hombre.
- Capital societario: es el conjunto de dinero y bienes materiales aportados por los socios a una empresa.
- Capital público, opuesto al privado: es el que pertenece al Estado.
- Capital privado, opuesto al público: es el que pertenece a propietarios individuales o asociados pertenecientes a la sociedad civil.
- Capital inmaterial: es el que no se muestra como algo físico; puede ser el conocimiento, la aptitud, las habilidades, el entrenamiento de una persona, etc. un ejemplo de capital inmaterial es el capital humano, que se incrementa con la educación o capacitación de las personas.
- Capital de corto plazo: es el tipo de capital del cual se espera obtener un beneficio o renta en un periodo menor a un año.
- Capital de largo plazo: es el tipo de capital del cual se espera obtener un beneficio o renta en un periodo mayor a un año, por ejemplo, el capital invertido en la constitución de una empresa, posiblemente dará un retorno en un tiempo superior a un año.

### Tipos de capital en el sistema moderno
- Capital financiero: es el capital más común y normalmente la liquidación usa el valor de moneda
- Capital natural: p.e.: un río que mantiene una comunidad con agua
- Capital social: se dicen como "goodwill" o "brand value" un tipo de capital entre personas y tiene el valor como dinero
- Capital instruccional o intelectual: p.e.: si una persona sabe una cosa que la otra no. (entre profesor y estudiante)

## Definición marxista
Para los marxistas la definición clásica es una naturalización del capital como relación social, y su definición ligada a la materialidad técnica adolecería de ciertas deficiencias por agrupar en un mismo concepto a objetos que, desde su perspectiva, serían cualitativamente muy diferentes, creando así la dificultad de definir las unidades en que se mide el capital (Robinson, 1954).

Ser capitalista es ocupar un puesto, no simplemente personal, sino social, en el proceso de la producción.  El capital es un producto colectivo y no puede ponerse en marcha más que por la cooperación de muchos individuos, y aún cabría decir que, en rigor, esta cooperación abarca la actividad común de todos los individuos de la sociedad.  El capital no es, pues, un patrimonio personal, sino una potencia social. (Marx, 1848. Manifiesto del Partido Comunista, Capítulo II: Proletarios y comunistas)

El capital es trabajo muerto que sólo se reanima, a la manera de un vampiro, al chupar trabajo vivo, y que vive tanto más cuanto más trabajo vivo chupa. El tiempo durante el cual trabaja el obrero es el tiempo durante el cual el capitalista consume la fuerza de trabajo que ha adquirido. Si el obrero consume para sí mismo el tiempo a su disposición, roba al capitalista. (Marx, 1867. El Capital, Capítulo VIII, La jornada laboral, 1.Los límites de la jornada laboral)

### Surgimiento histórico del capital
El capital es un proceso socioeconómico que depende de una transformación política en la cual se genere una deprivación de los trabajadores de sus tierras y herramientas de producción, convirtiéndolos en trabajadores asalariados cuya mercancía sea la venta de fuerza de trabajo en función de la producción de mercancías; este proceso social e histórico puede compararse en analogía con los otros procesos históricos para la instauración de los modos de producción (por ejemplo, el esclavista, sobre todo en los Estados Unidos de América en donde coexistieron ambos sistemas de producción, uno inserto dentro del otro)
Marx observó un problema importante para la instauración del capitalismo; antes de este, las personas contaban con tierras para sembrar y realizar una economías de autoconsumo de pequeña escala; para convertir a los productores en asalariados se debieron de expropiar los medios de producción claves que poseían las personas (v.g.: la expropiación de las tierras comunes a los campesinos y creación de la institución de la propiedad privada burguesa que forzó a los productores a ser unidades económicas aisladas que debían transformar su producción de aldea en una producción de masas para toda la población. Para esto debían poder comprar las tierras que antes eran parte del estatuto feudal, expidiéndose un comprobante que confirmara legalmente que el campesino ha efectuado el pago y por ley sea propietario de la misma. Puesto que los campesinos de las épocas anteriores al capitalismo, como la época feudal, no tienen dichos comprobantes, y como gran parte de los campesinos no lograban obtener ingresos suficientes como para comprar las tierras, comienza la expropiación de dichas tierras y pasándose luego a manos del Estado como paso previo a su reventa a los productores agrarios más ricos, creándose así una burguesía agraria, algunos productores campesinos independientes, y una gran masa excedente de trabajadores asalariados; la mayoría de los cuales no serían empleados asalariados en el campo sino que posibilitarían la formación de una clase obrera industrial en las ciudades, incorporándose a la masa de mano de obra en relación de dependencia (material y ya no personal) para la producción capitalista de mercancías. Esto significó, al menos en las etapas de surgimiento del capitalismo y de la Revolución Industrial, el desplome del nivel de ingresos y unas condiciones de vida denigrantes signadas por el hacinamiento, malas condiciones de trabajo y salarios que rozaban la subsistencia.
En su obra Grundrisse argumenta que:

La propiedad moderna de la tierra se manifiesta de la manera más imponente en el proceso del clearin of estates (limpieza del estado) y en la transformación de los trabajadores rurales en asalariados. (...) luego que el capital ha puesto propiedad de la tierra, y con ello su objetivo doble: 1) Agricultura industrial, y con ella, el desarrollo de la fuerzas productivas de la tierra y 2) Trabajo asalariado, es decir, dominación del capital en general sobre la campaña, la existencia de la propiedad misma de la tierra se considera como una manifestación puramente transitoria, necesaria en cuanto acción del capital sobre las viejas relaciones de propiedad de la tierra, y como un producto de la disolución de esas relaciones, pero en cuanto tal, una vez alcanzado ese objetivo, la propiedad de la tierra no constituye otra cosa que una traba para el beneficio, en absoluto es necesario para la producción. El capital pues, procura disolver la propiedad de la tierra en cuanto propiedad privada y transferirla al estado. Este es el aspecto negativo. Transformar internamente toda a esa sociedad en capitalistas y asalariados. Cuando el capital ha llegado a este punto, también el trabajo asalariado ha ido tan lejos que por un lado intenta, de la misma manera que el burgués, quitar de un medio a los terratenientes como superación, y ellos con vistas a que se simplifique la relación (Marx, Grundrisse, pp. 220-221)

La tremenda implicación del significado del capital en la concepción marxista, es que el capital no es medible, puesto que se trata de un proceso social y político; por tal motivo, variados economistas han intentado contradecir a Marx y han creado el concepto que el capital son en sí mismos los medios de producción, las máquinas y la tecnología productiva. El primero en intentar medir el capital fue Boehm-Bawerk en su "Teoría positiva del capital (1889)" y se aceptó sin más y nunca se realizaron pruebas empíricas. Tuvieron que pasar 93 años para que se realizaran críticas a Boehm-Bawerk. El profesor James K. Galbraith resume así la cuestión basándose en las críticas de los economistas neorricardianos y postkeyenesianos:

La teoría neoclásica básica sostiene que la tasa de rendimiento del capital depende de su productividad (marginal). En ese caso debemos pensar en capital físico; y (de nuevo) esta parece ser la opinión de Piketty. Pero el esfuerzo por construir una teoría del capital físico con una tasa de rendimiento tecnológico se derrumbó hace mucho tiempo bajo el ataque fulminante de las críticas procedentes de Cambridge, Inglaterra, en los años cincuenta y sesenta, en especial de Joan Robinson, Piero Sraffa y Luigi Pasinetti.

Piketty dedica apenas tres páginas a la controversia “Cambridge-Cambridge”, pero son importantes debido a que son muy engañosas. Él dice:
- La disputa continuó […] entre economistas radicados principalmente en Cambridge, Massachusetts (incluidos Robert Solow y Paul Samuelson) y  economistas que trabajaban en Cambridge, Inglaterra […] que (a veces no sin cierta confusión) veían en el modelo de Solow la afirmación de que el crecimiento es siempre perfectamente balanceado, lo que negaba la importancia que Keynes atribuía a las fluctuaciones de corto plazo. Fue en los años setenta cuando el modelo de crecimiento neoclásico de Solow terminó imponiéndose.

Pero el argumento de los críticos no se refería a Keynes ni a las fluctuaciones. Se refería al concepto de capital físico y a si la ganancia se podía derivar de una función de producción. En forma muy resumida el argumento constaba de tres pasos. Primero, no se pueden sumar los valores de los objetos de capital para obtener una cantidad común sin una tasa de interés previa, la cual (por ser previa) debe provenir del mundo financiero y no del mundo físico. Segundo, si la tasa de interés efectiva es una variable financiera que varía por razones financieras, la interpretación física de un acervo de capital valorado en dólares carece de sentido. Y, tercero, un punto más sutil: cuando la tasa de interés disminuye, no hay una tendencia sistemática a adoptar una tecnología más “intensiva en capital”, como supone el modelo neoclásico. 
En suma, la crítica de Cambridge mostró que carecía de sentido afirmar que los países más ricos empezaron a serlo usando “más” capital. De hecho, los países más ricos a menudo usan menos capital; tienen una mayor participación de los servicios en su producto y del trabajo en sus exportaciones: la “paradoja de Leontief”. En cambio, esos países se volvieron ricos –como después argumentó Pasinetti– mediante el aprendizaje, el mejoramiento técnico, la instalación de  infraestructura, la educación y –como he argumentado– mediante una regulación exhaustiva y la seguridad social. Nada de esto tiene una relación necesaria con el concepto de capital físico de Solow, y menos aún con una medida de capitalización de la riqueza en los mercados financieros. 

No hay ninguna razón para pensar que la capitalización financiera tiene una relación estrecha con el desarrollo económico. Durante décadas la mayoría de los países asiáticos –incluidos Corea, Japón y China– lo hizo muy bien sin financiarización; igual que Europa continental en los años de posguerra y Estados Unidos antes de 1970. Y el modelo de Solow no se impuso. En 1966 Samuelson aceptó el argumento de Cambridge (Inglaterra). (Galbraith., J. K. “El capital en el siglo XXI”, Revista de Economía Institucional 16, 30, 2014, pp. 345-355.)

### Descripción del proceso del capital
En la obra de Karl Marx, el trabajo asalariado se incorpora a la producción capitalista en dos momentos: en la circulación y en la producción.
En la circulación, el capital se transforma a dinero para el proceso de circular con el fin de obtener más dinero (solo en una sociedad mercantil como la capitalista el dinero deja de ser un medio de circulación, y pasa a ser una expresión del "valor", que luego gracias a su uso como capital se convierte en un fin en sí mismo), pero aunque el surgimiento del capital necesariamente debe iniciarse en la circulación, debe continuar fuera de él, ya que la ganancia en dinero no puede explicarse en forma pura dentro del intercambio, sino en la producción.
Definiendo el valor como el reflejo objetivado de la cantidad de trabajo humano abstracto invertido en una mercancía que se expresa en su cambiabilidad i.e. su poder social (Marx, 1857 y 1867), y cuya condición de existencia como forma-valor es que esta mercancía sea forzosamente tal por haber sido producida en forma privada como parte de una economía basada en el intercambio mercantil como es el caso de la capitalista, a diferencia de lo que acontecería con las mercancías producidas en los órdenes sociales premodernos (Kicillof y Starosta, 2007), entonces, en el proceso de producción, el capital solo puede definirse como aquel "valor que se valoriza" (Marx, 1867).
La llamada fuerza de trabajo sería, en el sistema marxiano, el único elemento productivo convertido en mercancía que, a diferencia de otras máquinas, es capaz de crear más valor (más trabajo) que el valor que porta y fue invertido en la misma. Pero es condición de lo anterior que el trabajo pasa a formar parte del capital solo en tanto su capacidad de producir valor se transforma en mercancía. Es así que el capital como proceso requiere ser a la vez una relación social en la cual deben existir propietarios libres de mercancías que sean objetos y no sujetos del proceso social, siendo la relación social misma (el capital) el sujeto de la producción (Marx, 1844).

### Condiciones históricas para la existencia del capital
Los objetos sociales del proceso del capital son: el trabajador propietario de su fuerza de trabajo y el capitalista propietario de los medios y herramientas de producción, sin que ninguno de los dos tenga control consciente sobre el proceso social general de producción, y siendo condición que ni el capitalista sea propietario de la fuerza de trabajo utilizada (ni la propia ni la ajena en forma de esclavitud), ni el trabajador sea propietario de los medios de producción. El trabajador debe así ser libre de poseer y administrar su propia fuerza de trabajo, con lo cual potencialmente puede convertirse en capitalista, pero a la vez se requiere que el mismo, tomado ya como conjunto o clase, se encuentre "liberado" de poseer las herramientas de producción, lo cual sucede gracias al resultado social de ese mismo proceso (Marx, 1867) que lo requiere para su propia eficiencia, o sea, como consecuencia de una producción organizada ex-post por actores sociales en forma privada e independiente dentro del contexto de la propiedad individual enajenable o burguesa:

Vale decir que, si bien la oferta y la demanda y de todos con respecto a todos, proceden de modo independiente, cada uno trata de informarse sobre el estado de la oferta y la demanda generales, y esta información influye a su vez prácticamente sobre ellas. [...] 

Se dijo y se puede volver a decir que la belleza y la grandeza de este sistema residen precisamente en este metabolismo material y espiritual, en esta conexión que se crea naturalmente, en forma independiente del saber y de la voluntad de los individuos y que presupone precisamente su indiferencia y su independencia recíproca. Y seguramente esta independencia material es preferible a la ausencia de relaciones o a nexos locales basados en los vínculos naturales de consanguinidad, o en las relaciones de señorío y servidumbre. (Marx, 1857, pp. 88-89)

En el modelo interpretativo de Marx, este proceso espontáneo de coerción intraeconómica, debe comenzar con una primera desposesión (extraeconómica) para que se dé inicio al proceso de acumulación de capital que recién luego puede retroalimentarse (Marx, 1857). A esta problemática premisa del sistema e hipótesis para la interpretación histórica, se la denomina acumulación originaria.

### Clases mercantiles objeto del desarrollo del capital
La fuerza de trabajo es la generadora del "trabajo socialmente necesario", o tiempo de trabajo mínimo per cápita que en una sociedad se puede dedicar para la fabricación de una mercancía determinada en una cantidad dada. Este tiempo se divide en: 1) el tiempo de trabajo equivalente al tiempo de trabajo involucrado en la fabricación de la suma de las mercancías necesarias que el trabajador consume para el mantenimiento de sí mismo en tanto fuerza de trabajo durante dicha fracción de tiempo, y 2) el plustrabajo, o tiempo restante de trabajo para completar el período de trabajo necesario en la fabricación de esa misma mercancía. Este último tiempo supera al trabajo necesario para el mantenimiento de aquella fuerza ya que completa el valor total requerido para crear una mercancía tal que su valor sea aceptado en el mercado y que a la vez signifique un excedente respecto del costo de la fuerza de trabajo. Resulta así que, mientras el primer período es necesariamente pagado al obrero, el segundo no lo es, siendo la relación entre uno y otro la llamada tasa de explotación.
En tanto el valor es la representación social del trabajo y el plusvalor la representación social del plustrabajo, el plusvalor (o plusvalía) posibilita que el plustrabajo se transforme a su vez en el medio de creación de más plusvalor, que es la forma de subsistencia del capitalista el cual se apropia de la misma luego de comprar la fuerza de trabajo. Y siendo el dinero la expresión del valor, o sea, del poder social portado en la mercancía para organizar el trabajo ajeno inconscientemente a través del mercado, el dinero como capital pasa a ser el poder social plausible de ser monopolizado de organizar el trabajo en función de la creación de más capital, y que depende de la competencia permanente en búsqueda del mayor plusvalor por parte del objeto humano destinado para ese fin: el capitalista (Marx, 1848 y 1857). 

### Relación entre la producción de mercancías y el capital
En conjunto, teniendo en cuenta la circulación y la producción, el capital sería el trabajo humano general que se ha convertido en el sujeto del proceso de vida de los seres humanos, o sea, del proceso de producción (Caligaris y Fitzsimons, 2012), y es en el significado histórico de este fenómeno en el que reside la importancia del capitalismo. Según Marx, este ordenamiento autónomo de la voluntad humana (casi ausente o periférico en las relaciones sociales directas de las sociedades precapitalistas o no-mercantiles), toma la forma de capital que la somete y la fuerza a acumular y así revolucionar continuamente las fuerzas productivas (Marx, 1848). Y esto es así ya que debe encontrarse a la cabeza de toda la sociedad mercantil para que pueda existir el valor-trabajo como medida, que es lo que a su vez posibilita vincular unidades de producción privadas y autónomas en el entero proceso de mercado (Marx, 1857, p. 472). De esta forma trabajadores asalariados y capitalistas se encuentran frente a las condiciones objetivas de producción como un ente ajeno, o sea, como capital (Marx, 1857, p. 473) y son a su vez un producto necesario e inseparable del mismo:

Si [...] la transformación del dinero en capital supone un proceso histórico, que ha separado las condiciones objetivas del trabajo, que las ha autonomizado contra los trabajadores, por otra parte, el efecto del capital, una vez que él ya ha surgido, y su proceso, consisten en someter toda la producción y en desarrollar y extender por todas partes la separación entre trabajo y propiedad, entre el trabajo y las condiciones objetivas del trabajo. Se verá en el desarrollo posterior cómo el capital aniquila el trabajo artesanal, a la pequeña propiedad de la tierra en la que el propietario trabaja, etc., y a sí mismo en aquellas formas en que no aparece en oposición al trabajo, en el pequeño capital y en las especies intermedias, híbridas, situadas entre los modos de producción antiguos (o las formas que éstos asuman como resultado de su renovación sobre la base del capital) y el modo de producción clásico, adecuado, del capital mismo. 

[...] En el caso de la artesanía urbana, por más que esté esencialmente basada sobre el intercambio y la creación de valores de cambio, el objetivo fundamental inmediato de esta producción es la subsistencia como artesano, como maestro artesano, en consecuencia el valor de uso, no el enriquecimiento, no el valor de cambio como valor de cambio. Por ello, en todas partes la producción está subordinada a un consumo presupuesto, la oferta está subordinada a la demanda y se amplía sólo lentamente.

La producción de capitalistas y trabajadores asalariados es entonces un producto fundamental del proceso de valorización del capital. La economía usual, que sólo tiene en vista las cosas producidas, se olvida de esto por completo. En cuanto en este proceso el trabajo objetivado es puesto al mismo tiempo como no objetividad del trabajador, como objetividad de una subjetividad contrapuesta al trabajador, como propiedad de una voluntad ajena a él, el capital es al mismo tiempo necesariamente el capitalista y la idea de algunos socialistas de que necesitamos el capital, pero no a los capitalistas, es enteramente falsa. En el concepto del capital está puesto que las condiciones objetivas del trabajo –y éstas son el propio producto del capital– asuman frente a éste una personalidad o, lo que es lo mismo, que sean puestas como propiedad de una personalidad ajena. En el concepto del capital está contenido el capitalista. No obstante, este error no es de ningún modo mayor que el de todos los filólogos, p. ej., que hablan de capital en la Antigüedad, de capitalistas romanos, griegos. Eso es sólo otro modo de decir que en Roma y Grecia el trabajo era libre, lo que difícilmente estos señores estarían dispuestos a afirmar. El que a los dueños de plantaciones en América no sólo los llamemos ahora capitalistas, sino que lo sean, se basa en el hecho de que ellos existen como una anomalía dentro de un mercado mundial basado en el trabajo libre. Si se tratara de la palabra capital, que no aparece entre los antiguos, las hordas que aún vagan con sus manadas por las estepas del Asia septentrional serían los mayores capitalistas, pues originariamente capital significa ganado, por lo cual el contrato de medianería que, por efecto de la falta de capital, es aún frecuentemente celebrado en el sur de Francia se llama precisa y excepcionalmentea bail de bestes a cheptel. Si nos aventuráramos en un mal latín, nuestros capitalistas o capitales homines serían aquellos "qui debent censum de capite".

En la determinación del concepto de capital se presentan dificultades que no existen en el caso del dinero: el capital es esencialmente el capitalista, pero, al mismo tiempo, es, a su vez, capital en cuanto elemento diferente del capitalista o sea en cuanto producción en general. Así, encontraremos más adelante que bajo el capital se subsumen muchos elementos que, de acuerdo con su concepto, no parecen entrar dentro de él. (Marx, 1857, pp. 475-476)

### Tipos de capital en el sistema marxista
Las categorías marxistas del capital se subdividen de la siguiente forma, y todas dependen de su teoría del valor-trabajo:
- Capital variable, opuesto a capital constante: es el que se cambia por trabajo, es decir el invertido en salarios a los trabajadores, con el que se retribuye el valor de la fuerza de trabajo. Se llama variable porque, al ser el trabajo humano el único bien económico que crea más valor que su propio gasto, "varía" el valor del producto final, es decir, el valor de la fuerza de trabajo se "traslada" al valor del bien producido, pero además le suma a dicho valor un excedente llamado plusvalor.
- Capital constante, opuesto a capital variable: es la inversión en materias primas y maquinarias que se usan en la producción. Incluye al capital fijo. Se denomina tal porque el valor de cambio de dichos bienes se mantiene constante en el producto final, es decir, su valor se "traslada" al valor del bien producido.
- Composición orgánica del capital: es la relación o proporción entre el capital constante y el capital variable.
- Capital constante circulante o capital de rotación, opuesto a capital fijo: es el invertido en elementos que se transformarán en el curso de la producción; y cambia sucesivamente de forma, siendo materias primas, materias auxiliares, productos elaborados, energía, otros. Se consumen en cada producción de bienes y deben ser repuestos constantemente. También llamados objetos de trabajo.
- Capital constante fijo, opuesto a capital circulante: inmuebles, instalaciones, maquinarias, herramientas, y otras con carácter permanente a la producción. No son consumidos por cada bien producido, sino que poseen un desgaste progresivo y tarde o temprano deben ser reemplazados.También llamados medios de trabajo.

## Interpretaciones de la obtención de capital
- Por la acción del trabajo sobre la naturaleza, o sea por trabajo con los bosques o los cultivos.
- Por el excedente de producción, o sea por sacar mayor producción y formar un capital sostenible
- Por el ahorro, ya sea por créditos con bancos o de los ahorros de sus ganancias
- Por la plusvalía.

## Importancia del capital
1. Ahorro de esfuerzo.
2. Incremento de productividad.
3. Facilita la explotación de recursos naturales.
4. Exige la especialización de un trabajador.
5. Obliga a una persistente investigación tecnológica.
6. Disminuye los gastos de producción.
7. Permite el desarrollo económico.
8. Permite la distribución de dinero